# Newgrange

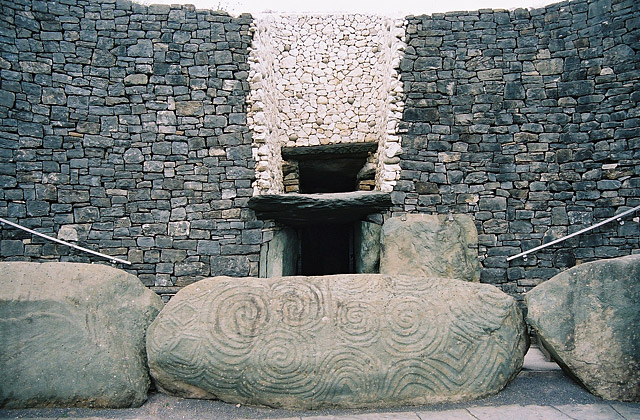
Entrada do monumento.

Newgrange (em irlandês:  Sí an Bhrú) é uma tumba do Conjunto Arqueológico do Vale do Boyne, no Condado de Meath, na Irlanda, um dos mais famosos sítios pré-históricos do mundo e o mais famoso da Irlanda. Newgrange foi construído de modo que, ao nascer do sol do dia mais curto do ano (solstício de inverno), um fino raio de sol ilumina por pouco tempo o piso da câmara no final de um longo corredor.
Foi construída por volta de 3200 a.C, durante o período Neolítico, o que o faz mais antigo do que Stonehenge e as pirâmides do Egito.
Newgrange parece ter sido usada principalmente como uma tumba. Foram encontrados restos humanos cremados de cinco indivíduos. O sol parece ter sido um importante elemento nas crenças religiosas do Neolítico.
O alinhamento solar em Newgrange é ainda muito preciso se comparado a outros fenômenos, tais como o que acontece nas Ilhas Órcades, perto da costa de Escócia.
De acordo com a Mitologia irlandesa, Newgrange era um dos Sídhes (montes) onde Tuatha Dé Danann vivia. Foi construído pelo deus Dagda. De acordo com a lenda, o herói Cú Chulainn nasceu lá. Contudo, a maioria dos ciclos místicos associados com Newgrange datam da era Céltica da mitologia e da História da Irlanda.
O acesso ao local é feito a partir do Condado de Meath, de onde partem os grupos em ônibus.